# Thomas-Morse O-19
El Thomas-Morse O-19 fue un avión de observación estadounidense construido por la Thomas-Morse Aircraft Company, para el Cuerpo Aéreo del Ejército de los Estados Unidos, en los años 20 del siglo XX.

## Desarrollo
El O-19 estaba basado en el anterior biplano Thomas-Morse O-6. Era un biplano biplaza convencional de construcción metálica con alas y superficies de cola recubiertas de tela. El diseño fue evaluado con una serie de diferentes instalaciones motoras y el modelo fue puesto en producción como O-19B con un motor radial Pratt & Whitney R-1340-7 Wasp.

## Variantes
XO-19
Versión mejorada del XO-6 con un motor Pratt & Whitney R-1340-3 de 340 kW (450 hp), uno construido.
O-19
Aviones de evaluación de servicio con un Pratt & Whitney R-1340-9 de 370 kW (500 hp), dos construidos.
O-19A
O-19 sin el depósito principal de combustible de 333 l, uno construido.
O-19B
Versión de producción con un motor Pratt & Whitney R-1340-7 de 340 kW (450 hp), dos ametralladoras y cabina modificada, 70 construidos.
O-19C
O-19B con rueda de cola, capota de anillo y cambios menores, 71 construidos.
O-19D
Un O-19C convertido como transporte VIP de personal con controles dobles.
O-19E
O-19C con envergadura del ala superior extendida y motor Pratt & Whitney R-1340-15 de 429 kW (575 hp), 30 construidos.
YO-20
Similar al XO-19 con un motor Pratt & Whitney R-1690-1 de 391 kW (525 hp), uno construido.
XO-21
Similar al XO-19 con un motor Curtiss H-1640-1 de 450 kW (600 hp), uno construido, más tarde remotorizado como XO-21A.
XO-21A
El XO-21 equipado con un motor Wright R-1750-1 de 391 kW (525 hp).
O-21
O-19 con motor Curtiss H-1640 Chieftain de 450 kW (600 hp), uno construido, uno convertido.
YO-23
XO-19 con motor Curtiss V-1570-1 Conqueror de 450 kW (600 hp), uno construido.
Y1O-33
Un O-19B remotorizado con un motor Curtiss V-1570-11 de 450 kW (600 hp) y superficies de cola revisadas, uno convertido.
Y1O-41
Una conversión sesquiplana del Y1O-33 con un motor Curtiss V-1570-79 de 450 kW (600 hp), uno convertido. Más tarde modificado por Consolidated Aircraft como su Model 23 y exportado a México.
Y1O-42
Versión monoplana de ala alta del Y1O-41, solo célula de pruebas estáticas.

## Operadores
Estados Unidos
- Cuerpo Aéreo del Ejército de los Estados Unidos

## Especificaciones (O-19B)
Referencia datos: The Illustrated Encyclopedia of Aircraft (Part Work 1982-1985), 1985, Orbis Publishing, Page 3000

### Características generales
- Tripulación: Dos
- Longitud: 8,6 m (28,3 ft)
- Envergadura: 12,1 m (39,8 ft)
- Altura: 3,2 m (10,5 ft)
- Superficie alar: 32,3 m² (348 ft²)
- Peso vacío: 1235 kg (2721,9 lb)
- Peso cargado: 1724 kg (3799,7 lb)
- Planta motriz: 1× motor radial de nueve cilindros refrigerado por aire Pratt & Whitney R-1340-7 Wasp.
  - Potencia: 336 kW (463 HP; 457 CV)

### Rendimiento
- Velocidad máxima operativa (Vno): 220 km/h (137 MPH; 119 kt)
- Techo de vuelo: 6250 m (20 505 ft)

### Armamento
- Ametralladoras: 

  - 2 de 7,62 mm (una fija de fuego frontal, y otra móvil en la cabina trasera)

## Aeronaves relacionadas

### Desarrollos relacionados
- Thomas-Morse O-6

### Secuencias de designación
- Secuencia Numérica (interna de Consolidated): ← 20 - 21 - 22 - 23 - 24 - 25 - 26 →
- Secuencia O-_ (Aviones de Observación del USAAC/USAAF, 1924-1942): ← O-16 - O-17 - O-18 - O-19 - O-20 - O-21 - O-22 - O-23 - O-24 - O-25 - O-26 -- O-30 - O-31 - O-32 - O-33 - O-34 - O-35 - O-36 -- O-38 - O-39 - O-40 - O-41 - O-42 - O-43 - O-44 - O-45 →